# Whale Meat Again
Whale Meat Again es el segundo álbum de estudio del músico británico Jim Capaldi. Fue publicado en junio de 1974 a través de Island Records.

## Grabación y contenido
Al igual que su álbum de estudio anterior, las sesiones de grabación de Whale Meat Again tuvieron lugar en Muscle Shoals Sound, un estudio ubicado en Sheffield, Alabama. Whale Meat Again contenía siete canciones. Todas las canciones fueron escritas por el propio Capaldi. Steve Melton se desempeñó como ingeniero de audio, mientras que Howard Kilgour mezcló todas las canciones excepto «I've Got So Much Lovin'», que fue mezclada por Phil Brown. Una vez completas las sesiones de grabación, Whale Meat Again se masterizó en Sterling Sound, un estudio ubicado en Edgewater, Nueva Jersey. 

### Canciones descartadas
En las mismas sesiones se grabaron dos temas más. El primero, una versión acústica de «Whale Meat Again», se lanzó únicamente como el lado B del sencillo «It's All Up to You» (del álbum Short Cut Draw Blood). El segundo, «You & Me», se publicó finalmente en el álbum recopilatorio Koss. Capaldi regresaría «You & Me» con letras parcialmente diferentes y un nuevo título, «The Contender», para su álbum del mismo nombre.

## Lanzamiento
Whale Meat Again fue lanzado en junio de 1974 por Island y se convirtió en el segundo álbum de estudio de Capaldi. Fue publicado como un LP de vinilo, con cuatro pistas en el “lado uno” y tres pistas en el “lado dos” del disco. Comercialmente un fracaso, Whale Meat Again es el álbum de menor venta de Capaldi, alcanzando el número 191 en la lista Top LPs & Tape de la revista Billboard.

## Recepción de la crítica
Un escritor no especificado de la revista Cash Box describió el álbum como “fresco, audaz y emocionante”. Un escritor no especificado de la revista Record World calificó la música como “suave y sin pretensiones”.

## Lista de canciones
Todas las canciones escritas y compuestas por Jim Capaldi, excepto «We'll Meet Again», escrita por Hughie Charles y Ross Parker.
Lado uno
1. «It's All Right» – 4:12
2. «Whale Meat Again» – 4:33
3. «Yellow Sun» – 7:16
4. «I've Got So Much Lovin'» – 4:45

Lado dos
1. «Low Rider» – 5:40
2. «My Brother» – 5:02
3. «Summer Is Fading» – 8:30
4. «We'll Meet Again» (hidden track) – 1:22

## Posicionamiento
| Gráfica (1974)                            | Pico de posición |
| ----------------------------------------- | ---------------- |
| Estados Unidos (Billboard Top LPs & Tape) | 191              |